# Робертс (тауншип, Миннесота)
Робертс (англ. Roberts) — тауншип в округе Уилкин, Миннесота, США. На 2000 год его население составило 118 человек.

## География
По данным Бюро переписи населения США площадь тауншипа составляет 57,7 км², из которых 57,7 км² занимает суша, водоёмов нет.

## Демография
По данным переписи населения 2000 года здесь находились 118 человек, 44 домохозяйства и 34 семьи. Плотность населения —  2,0 чел./км². На территории тауншипа расположено 47 построек со средней плотностью 0,8 построек на один квадратный километр. Расовый состав населения: 100,00 % белых.
Из 44 домохозяйств в 40,9 % воспитывались дети до 18 лет, в 68,2 % проживали супружеские пары, в 2,3 % проживали незамужние женщины и в 22,7 % домохозяйств проживали несемейные люди. 18,2 % домохозяйств состояли из одного человека, при том 11,4 % из — одиноких пожилых людей старше 65 лет. Средний размер домохозяйства — 2,68, а семьи — 3,09 человека.
28,8 % населения — младше 18 лет, 3,4 % — в возрасте от 18 до 24 лет, 35,6 % — от 25 до 44, 20,3 % — от 45 до 64, и 11,9 % — старше 65 лет. Средний возраст — 36 лет. На каждые 100 женщин приходилось 103,4 мужчин. На каждые 100 женщин старше 18 приходилось 115,4 мужчин.
Средний годовой доход домохозяйства составлял 35 625 долларов, а средний годовой доход семьи —  39 167 долларов. Средний доход мужчин —  24 375  долларов, в то время как у женщин — 21 250. Доход на душу населения составил 11 909 долларов. За чертой бедности находились 6,3 % семей и 8,4 % всего населения тауншипа, из которых 9,8 % младше 18 лет.